# 갈대의 노래
《갈대의 노래》는 1972년 2월 21일부터 1972년 6월 21일까지 방영된 MBC 일일연속극이다.

## 등장 인물
- 김민정
- 윤여정
- 박근형
- 백일섭
- 이정길